# Alexis Skye
Alexis Skye (Chandler, 28 agosto 1974) è una modella statunitense, è la modella più alta del mondo, dato che è alta 1,96 m.

## Biografia
Nata a Chandler in Arizona nel 1974, ha partecipato a vari eventi come Arnold Classic, Amazon Fest, Kaikura Tall Pageant and GlamourCon (a Los Angeles e Chicago).
Nel 2006 è apparsa in una puntata della serie televisiva My Name is Earl e nel programma Secret Lives of Women, che è stato trasmesso in Italia su LA7; nello stesso anno ha recitato in una pubblicità della Volkswagen.
Nel 2009 ha partecipato ad una puntata del programma Lo show dei record, condotto da Barbara D'Urso, insieme a He Pingping, all'epoca l'uomo più basso del mondo.